# Sœurs de la charité de Saint-Hyacinthe
Les Sœurs de la charité de Saint-Hyacinthe sont une congrégation religieuse féminine enseignante et hospitalière de droit pontifical issue des sœurs de la charité de Montréal.

## Historique
En 1832, l'abbé Édouard Crevier (1799-1881) est nommé curé de Saint-Hyacinthe ; assez rapidement, il nourrit le rêve de fonder un Hôtel-Dieu dans la ville, car à cette époque, il n’y a que l'Hôtel-Dieu de Québec et Hôtel-Dieu de Montréal pour tout le Québec. Dès 1835, il commence à faire construire une maison grâce aux 60000 francs qu'il vient de recevoir en héritage.
Avec l'accord de Mgr Ignace Bourget, évêque du diocèse de Montréal (Saint-Hyacinthe dépend à l'époque de Montréal qui devient archidiocèse en 1836, le diocèse de Saint-Hyacinthe sera érigé en 1852), il fait appel aux sœurs de la charité de Montréal. Quatre religieuses arrivent de Montréal (Michel-Archange Thuot, Émilie Jauron, Honorine Pinsonneault et Tharsile Guyon) qui forment le 8 mai 1840 une congrégation indépendante tout en gardant les vêtements, les constitutions religieuses et l'esprit de Marguerite d'Youville. La première supérieure générale est Mère Thout. 
En plus du service de l'hôpital, elles fondent à Saint-Hyacinthe une maison pour les pauvres (1856), un ouvroir (1864), puis un orphelinat (1870). En 1858, elles s'occupent de l'hôpital de Sorel ; d'autres fondations suivent dont un hôpital à Marieville où l'abbé Crevier exerce son ministère. Bien que leurs constitutions prévoient que leur but est le soin des malades, elles acceptent de prendre temporairement en charge des écoles, qu'elles cèdent à une congrégation enseignante dès que la situation le permet. Elles œuvrent aussi auprès des immigrés. En 1886, des sœurs sont appelées pour gérer un hôpital à Nicolet et deviennent à leur tour une congrégation autonome, les sœurs de la charité de Nicolet, qui fusionneront en 1941 avec les sœurs de Montréal.
L'institut obtient le décret de louange en 1892 et l'approbation définitive en 1896 ; ses constitutions sont approuvées par le Saint-Siège le 9 mai 1934. 

## Activités et diffusion
Les sœurs se consacrent à l'enseignement, à l'assistance aux personnes âgées et aux malades.
Elles sont présentes au Canada, aux États-Unis et en Haïti.
La maison généralice est à Saint-Hyacinthe. 
En 2017, la congrégation comptait 114 religieuses réparties dans 17 maisons.